# Мидранд
Мидранд (на английски: Midrand; на африкаанс: Midrand) е град, предградие на град Йоханесбург, в състава на градски окръг Йоханесбург, провинция Хаутенг.

## Население
Населението на града през 2011 година е 87 387 души.

## Образование и култура
Българската общност в града има свое Българско неделно училище „Слънчо“, основано на 18 януари 2009 година.

## Киалами
До града се намира пистата за автомобилни и мотоциклетни състезания Киалами.